# 瑠皇りあ
瑠皇 りあ（るおう りあ、10月1日 - ）は、宝塚歌劇団月組に所属する男役スター。
大阪府吹田市、梅花高等学校出身。身長169cm。愛称は「さっさ」、「るおりあ」。

## 来歴
2015年、宝塚音楽学校入学。
2017年、音楽学校卒業後、宝塚歌劇団に103期生として入団。入団時の成績は29番。雪組公演「幕末太陽傳／Dramatic “S”!」で初舞台。その後、月組に配属。
2023年の「フリューゲル」で新人公演初主演。新人公演最終学年となる入団7年目のラストチャンスでの抜擢となった。

## 主な舞台

### 初舞台
- 2017年4 - 5月、雪組『幕末太陽傳（ばくまつたいようでん）』『Dramatic “S”!』（宝塚大劇場のみ）

### 月組時代
- 2017年7 - 10月、『All for One』
- 2017年12月、『Arkadia-アルカディア-』（宝塚バウホール） - アベル／花屋
- 2018年2 - 5月、『カンパニー-努力（レッスン）、情熱（パッション）、そして仲間たち（カンパニー）-』 - 新人公演：バーバリアン（本役：英かおと）『BADDY（バッディ）-悪党（ヤツ）は月からやって来る-』
- 2018年6 - 7月、『雨に唄えば』（TBS赤坂ACTシアター） - 音響技師
- 2018年8 - 11月、『エリザベート-愛と死の輪舞（ロンド）-』 - 新人公演：黒天使
- 2019年1月、『Anna Karenina（アンナ・カレーニナ）』（宝塚バウホール） - 将校
- 2019年3 - 6月、『夢現無双』 - 新人公演：淵川権六（本役：春海ゆう）／細川藩の侍（本役：柊木絢斗）『クルンテープ 天使の都』
- 2019年7 - 8月、『チェ・ゲバラ』（日本青年館・ドラマシティ） - ニコ・ロペス
- 2019年10 - 12月、『I AM FROM AUSTRIA-故郷（ふるさと）は甘き調（しら）べ-』 - 新人公演：ゲルト（本役：蓮つかさ）
- 2020年2月、『赤と黒』（御園座） - 門番
- 2020年9 - 2021年1月、『WELCOME TO TAKARAZUKA-雪と月と花と-』『ピガール狂騒曲』[注釈 2]
- 2021年5 - 8月、『桜嵐記（おうらんき）』 - 新人公演：足利尊氏（本役：風間柚乃）『Dream Chaser』
- 2021年10 - 11月、『川霧の橋』 - 徳二郎『Dream Chaser-新たな夢へ-』（博多座）
- 2022年1 - 3月、『今夜、ロマンス劇場で』 - 鈴本、新人公演：清水大輔（本役：夢奈瑠音）『FULL SWING!』
- 2022年5月、『Rain on Neptune』（舞浜アンフィシアター） - アメシスト
- 2022年7 - 8月、『グレート・ギャツビー』（宝塚大劇場） - ギャツビー（少年）／マイク
- 2022年9 - 10月、『グレート・ギャツビー』（東京宝塚劇場） - ギャツビー（少年）／マイク、新人公演：ニック・キャラウェイ（本役：風間柚乃）
- 2022年11 - 12月、『ELPIDIO（エルピディイオ）』（KAAT神奈川芸術劇場・ドラマシティ） - ラファエル
- 2023年2 - 4月、『応天の門』 - 吉祥丸、新人公演：藤原基経（本役：風間柚乃）『Deep Sea-海神たちのカルナバル-』
- 2023年6月、『DEATH TAKES A HOLIDAY』（東急シアターオーブ） - フェリシオ
- 2023年8 - 9月、『フリューゲル-君がくれた翼-』 - アラン、新人公演：ヨナス・ハインリッヒ（本役：月城かなと）『万華鏡百景色（ばんかきょうひゃくげしき）』（宝塚大劇場） 新人公演初主演[4][3]
- 2023年10 - 11月、『フリューゲル-君がくれた翼-』 - アラン／代役：ゲッツェ・バウアー（本役：彩海せら）[注釈 3]『万華鏡百景色（ばんかきょうひゃくげしき）』（東京宝塚劇場）[注釈 1][5]
- 2024年1 - 2月、『Golden Dead Schiele』（宝塚バウホール） - アントン・ペシュカ
- 2024年3 - 7月、『Eternal Voice 消え残る想い』 - アリスター『Grande TAKARAZUKA 110!』
- 2024年8 - 9月、『BLUFF（ブラフ）』（プレイハウス・宝塚バウホール） - シドー
- 2024年11 - 2025年3月、『ゴールデン・リバティ』 - ステイシー『PHOENIX RISING（フェニックス・ライジング）』
- 2025年5月、『Twinkle Moon』（宝塚バウホール）[6][7]
- 2025年7 - 11月、『GUYS AND DOLLS』 - ラスティー・チャーリー

## 出演イベント
- 2021年3月、美園さくらミュージック・サロン『FROM SAKURA』